# Biosemiótica
La biosemiótica (del griego βίος bios, "vida" y σημειωτικός sēmeiōtikos, "observador de signos") es una ciencia que estudia la vida como fenómeno simbólico. La biosemiótica se sirve del método científico así como del método dialéctico, solapando la biología con la fenomenología, a fin de conceptualizar los significados y sentidos, así como los signos y códigos, propios del dominio biológico.
La biosemiótica integra los hallazgos de la biología y las definiciones de la semiótica proponiendo un cambio paradigmático en la visión científica de la vida, en la que la semiosis (proceso de signos, incluidos el significado y la interpretación) es considerada inmanente e intrínseca en la cosa viviente. El término biosemiótica fue utilizado tal vez por primera vez por Friedrich S. Rothschild en 1962. Posteriormente, Thomas Sebeok, Thure von Uexküll, Jesper Hoffmeyer y muchos otros han venido realizando aportes significativos, convirtiendo a la biosemiótica en una nueva ciencia.
Los conocimientos de la biosemiótica han generado inquietudes en las humanidades y las ciencias sociales, incluidos los estudios entre humanos y animales, los estudios entre humanos y plantas  y la cibersemiótica.